# Kjersti Døvigen
Kjersti Døvigen, född den 27 juni 1943 i Oslo, död den 26 januari 2021 i London, var en norsk skådespelare och dansare. Hon var mor till skådespelaren Ulrikke Hansen Døvigen.
Døvigen var anställd på Den Norske Opera & Ballett där hon dansade i baletten tills hon fick sitt genombrott som skådespelare i musikalen Can-Can 1967 och anställdes senare på Oslo Nye Teater.  
Hon spelade främst i musikaler och uppträdde bland annat med svenska Riksteatern 1974 i rollen som Silvia i musikalversionen av William Shakespeares Två ungherrar i Verona. Samma år deltog hon tillsammans med Kirsti Sparboe i Norges Melodi Grand Prix med låten Yo-Yo.

## Filmografi (urval)
- 1972 – Ture Sventon, Privatdetektiv
- 1973 – Fem dygn med Viveca
- 1974 – Den siste Fleksnes
- 1984 – Lykkeland
- 1988 – Folk och rövare i Kamomilla stad